# روبن وود (فنان قصص مصورة)
روبن وود (بالإسبانية: Robin Wood)‏ (و. 1944  م) هو فنان قصص مصورة، وكاتب سيناريو بارغواياني.

## جوائز
حصل على جوائز منها:

جائزة الفتى الأصفر ‏ (1996)